# Tritonal

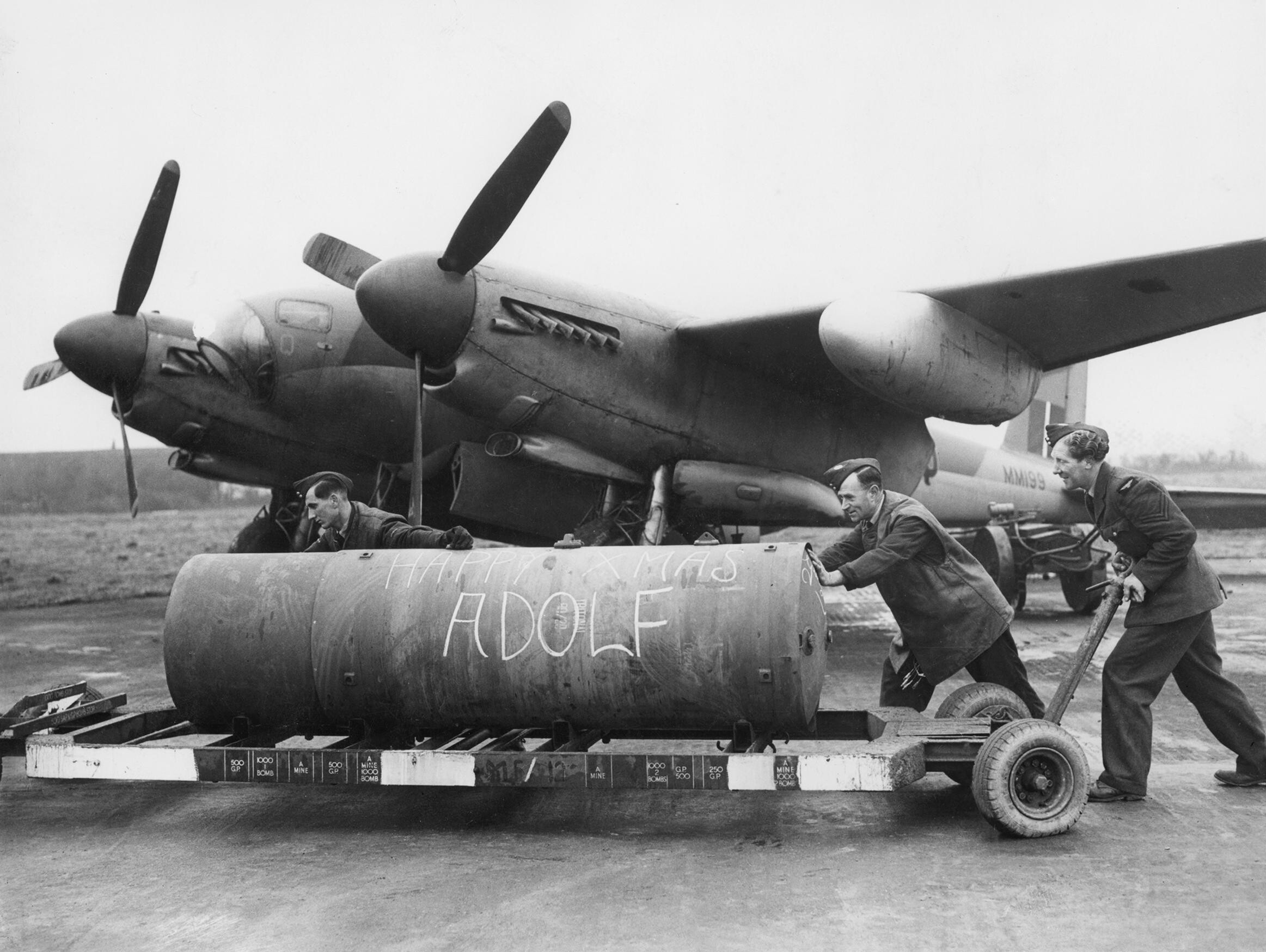
4 000 lb HC letecká puma obsahující Tritonal v poměru 80 % TNT, 20 % hliníku. Poměr směsi tritonalu je napsán na pumě v místě, kde je popsána vzkazem.

Tritonal je trhavina, která se skládá ze směsi tvořené 60 až 80 % TNT a 20 až 40 % hliníkového prášku. Používá se například v leteckých pumách. Směs tritonalu (80 % TNT, 20 % hliníku) je o 18 % silnější než pouhé TNT.